# Aeschynomeneae
Aeschynomeneae és una tribu de plantes fanerògames que pertany a la subfamília Faboideae dins de les lleguminoses.

## Subtribus i gèneres
- Aeschynomeninae
  - Aeschynomene - Bryaspis - Cyclocarpa - Geissaspis - Humularia - Kotschya - Smithia - Soemmeringia
- Discolobiinae
  - Discolobium
- Ormocarpinae
  - Chaetocalyx - Diphysa - Fiebrigiella - Nissolia - Ormocarpopsis - Ormocarpum - Peltiera - Pictetia - Zygocarpum
- Poiretiinae
  - Amicia - Poiretia - Weberbauerella - Zornia
- Stylosanthinae
  - Arachis - Chapmannia - Stylosanthes

## Galeria d'imatges

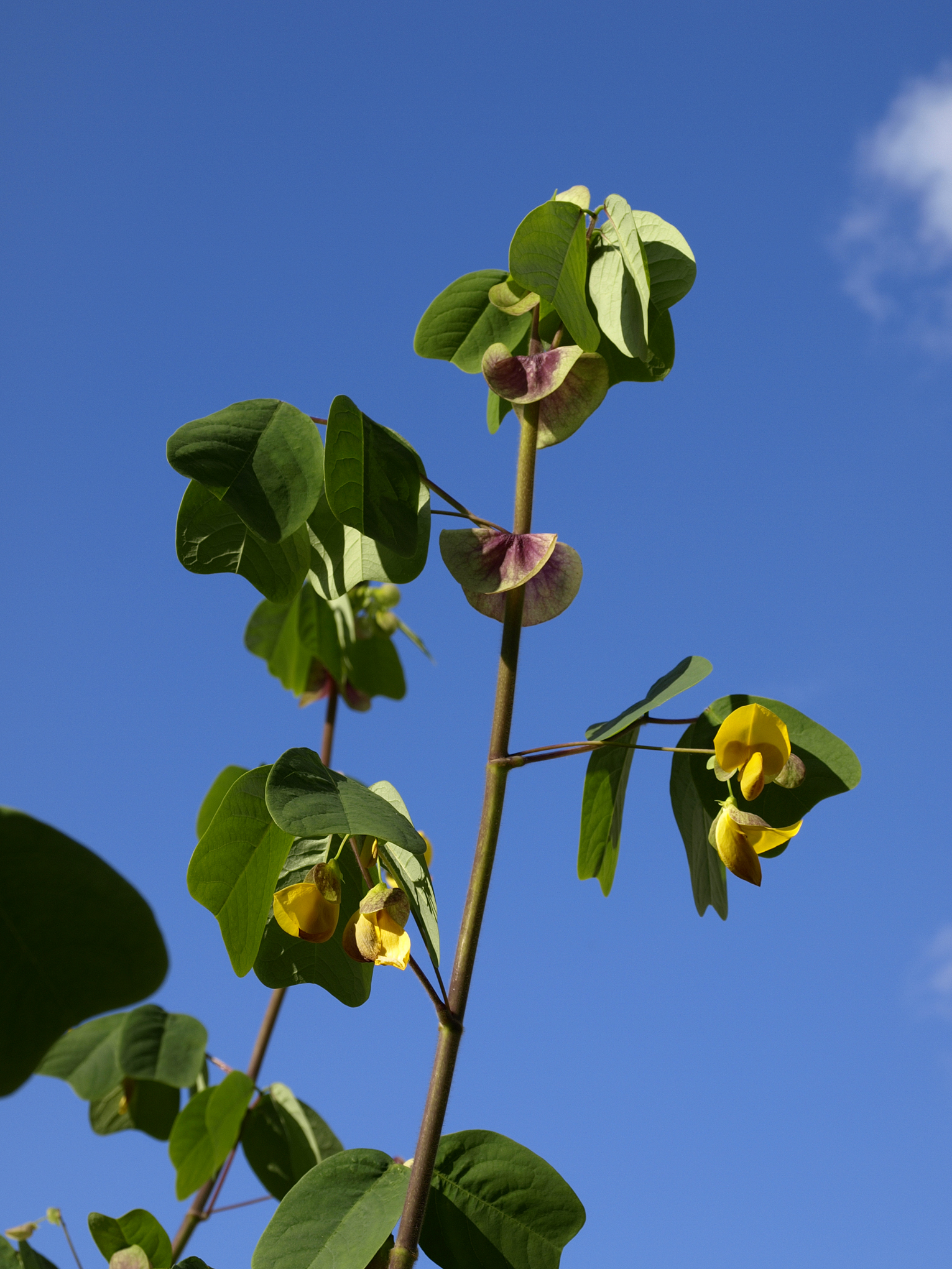
Amicia zygomeris
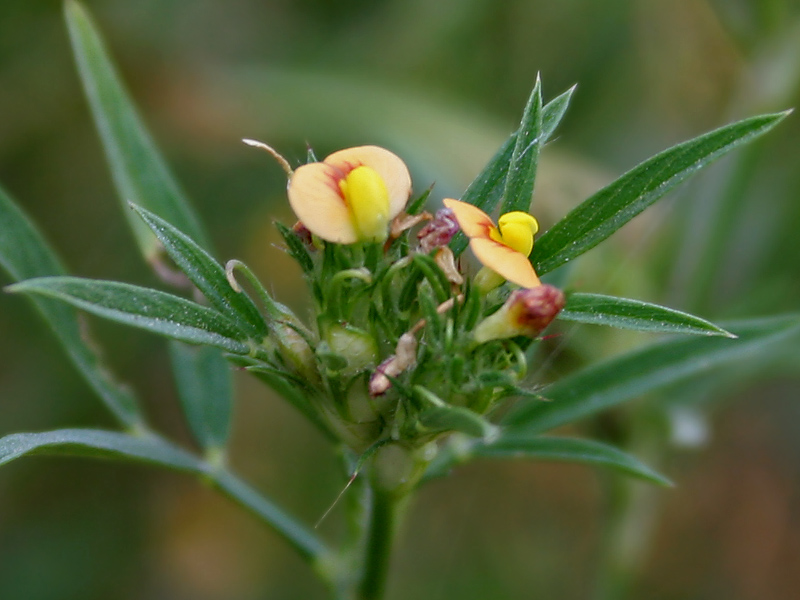
Stylosanthes fruticosa
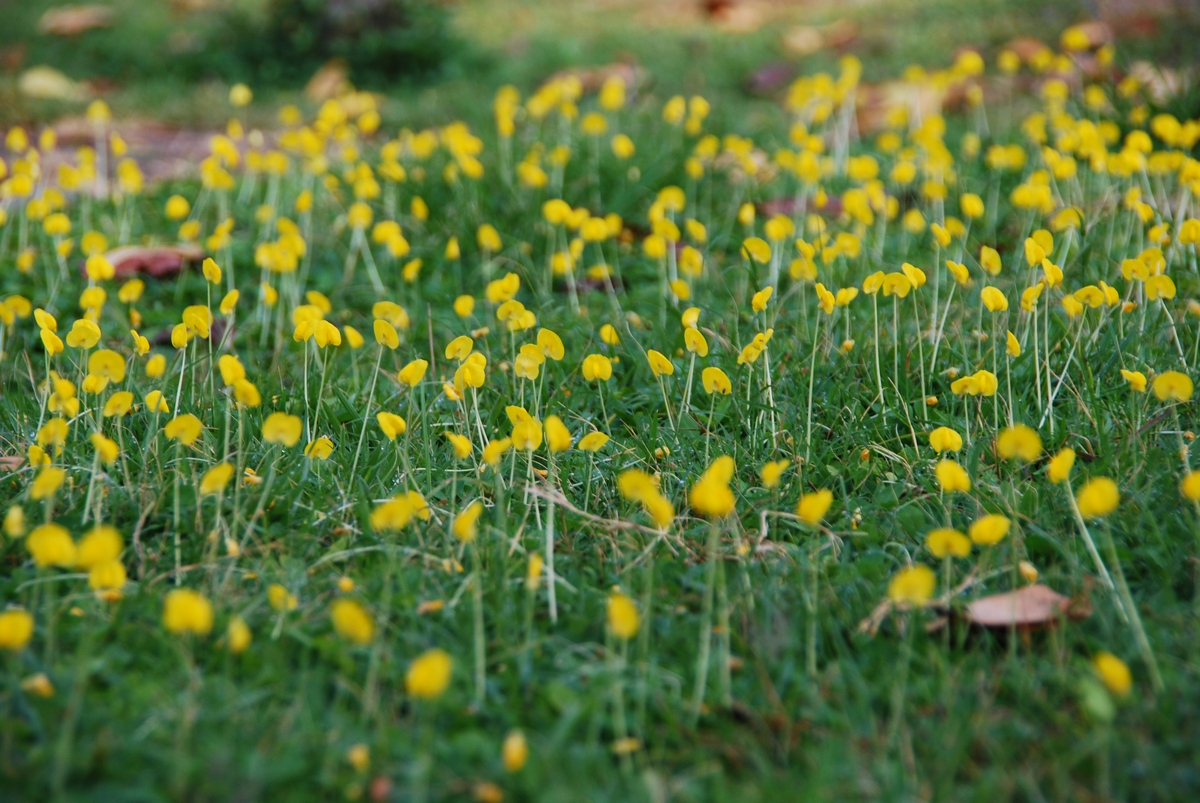
Arachis duranensis
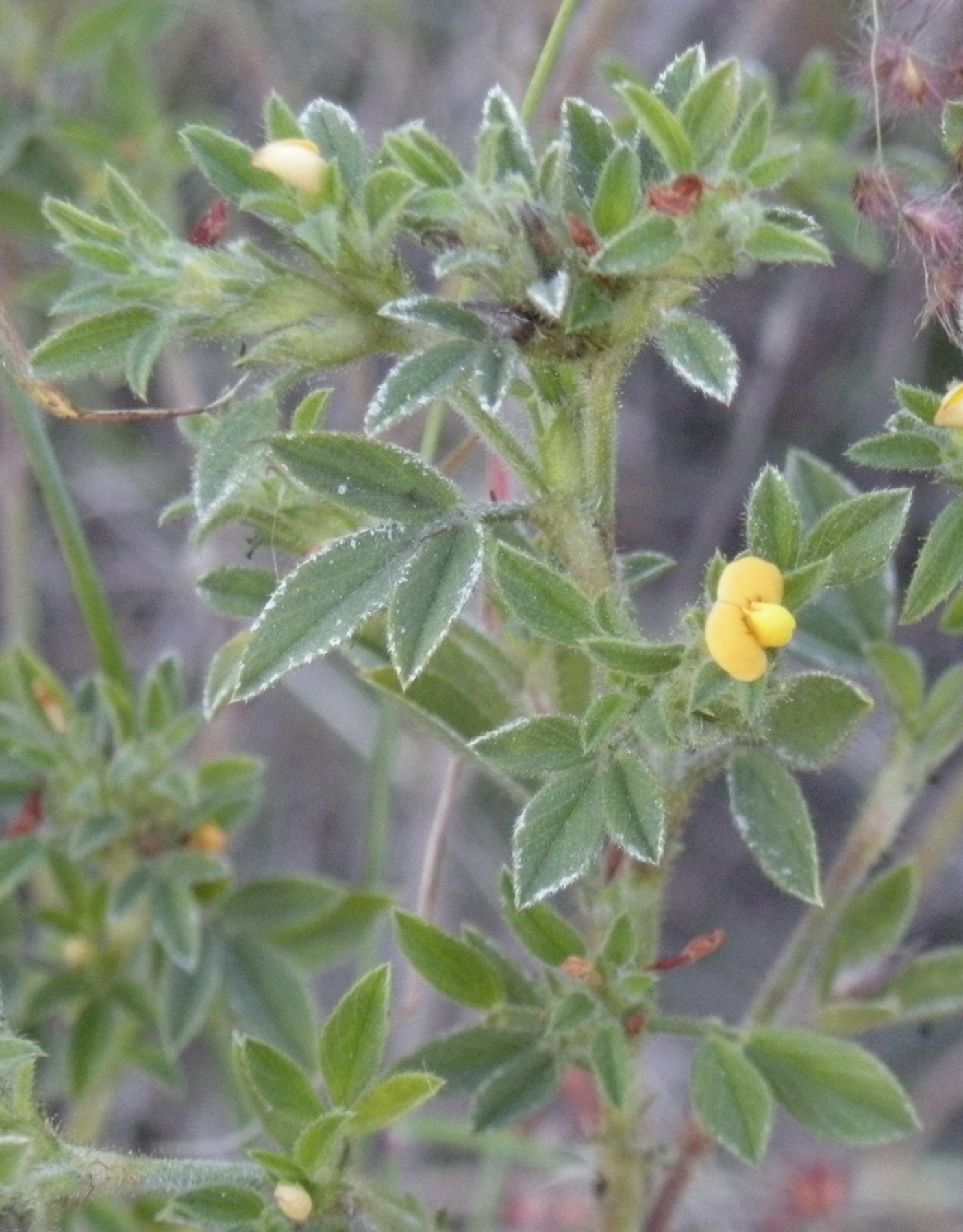
Stylosanthes scabra